# Amine Bessrour
 Amine Bessrour, né le 5 décembre 1978 à Tunis, est un volleyeur tunisien. Il mesure 1,88 m et joue au poste de libero. Il totalise 198 sélections en équipe de Tunisie.
Après autorisation de la commission juridique de la Fédération tunisienne de volley-ball, il peut évoluer au sein de l'équipe de l'Espérance sportive de Tunis, avec qui il remporte la coupe de Tunisie 2007.

## Clubs
| Club                    | Pays    | De   | À    |
| ----------------------- | ------- | ---- | ---- |
| Chaumont Volley-Ball 52 | France  | 2003 | 2006 |
| Nice Volley-Ball        | France  | 2006 | 2007 |
| Club Alès CVB           | France  | 2007 | 2010 |
| Saydia Sports           | Tunisie | 2010 | 2011 |

## Palmarès
- Championnat de France Pro B (1)
  - Vainqueur : 2008
- Coupe de Tunisie masculine de volley-ball (1)
  - Vainqueur : 2007